# Notre planète
Ne doit pas être confondu avec Notre planète (chanson).
Notre planète est une série documentaire britannique produite par Netflix et disponible sur sa plateforme de visionnage depuis le 5 avril 2019. Elle est produite en collaboration avec l'ONGI. 
Notre Planète est la première série documentaire Netflix produite par Silverback Films, en collaboration avec WWF. Cette dernière, qui est à l’initiative du projet, a également conçu un site d'accompagnement de cette œuvre de sensibilisation expliquant comment agir pour participer à la défense de cet environnement menacé.
La première saison contient huit épisodes d'une durée de 49 à 52 minutes. La version originale est commentée par David Attenborough, rédacteur scientifique, écrivain et naturaliste britannique.

## Synopsis
À travers 8 épisodes, Notre planète illustre la vie animale et le monde du vivant tout en expliquant leur importance capitale. La série explique les conséquences d'activités humaines telle que la sur-pêche, la déforestation, etc. Elle montre l’importance cruciale des océans et des forêts. Au fil des huit épisodes se dresse le tableau du réchauffement climatique, de la pression humaine réduisant les espaces naturels, de la surexploitation des ressources menaçant leur disponibilité. Chaque épisode porte sur un domaine naturel particulier : le monde du vivant est abordé dans son ensemble, avec les problématiques liées aux menaces pesant sur l'environnement, jusqu'au risque de la disparition de certains milieux et de certaines espèces. Mais la série aussi insiste sur le fait que les mesures de sauvegarde prises (comme le moratoire sur la chasse à la baleine adopté en 1982) portent leurs fruits et que cet appauvrissement n'est pas une fatalité. Notre Planète met en évidence la richesse d'écosystèmes variés et leur immense biodiversité.

### Épisode 1:Une seule planète (One Planet)(49.49 min)
Cet épisode offre un point de vue général sur la Terre. Des images de jungles, océans, forêts nous montrent sa richesse et ce que nous devons préserver. C’est une mise en perspective générale du royaume animal, des ressources naturelles, du dysfonctionnement environnemental lié à l'activité humaine et des conséquences du réchauffement climatique. Le nom de l’épisode « Une seule planète » montre le besoin de préservation de l’unique planète habitable. À travers des paysages divers et des animaux en tout genre, ce premier épisode brosse un tableau d'ensemble sur le monde du vivant.

### Épisode 2:Mondes gelés (Frozen Worlds)(53.52 min)
Dans cet épisode sont montrées les premières conséquences du réchauffement climatique : l'importance des banquises et la fonte de celles-ci. Il porte principalement le focus sur l'île de Géorgie du Sud, les banquises de l'Antarctique et de l'Arctique. À travers plusieurs animaux tels qu'ours polaire, manchot papou, krill, baleine à bosse, orque, albatros hurleur, léopard de mer, éléphant de mer, narval, morse, cet épisode montre de premières conséquences des activités humaines.

### Épisode 3:Jungles(51.19 min)
Dans cet épisode est montré l’importance de la vie animale et, par exemple, le danger créé par l'extension des plantations de palmiers à huile. Dans la forêt du bassin du Congo, la Nouvelle Guinée, la jungle de Bornéo, celle des Philippines, la forêt amazonienne, l'épisode suit plusieurs animaux comme panthère nébuleuse, gorille, singes, araignées, orang-outan, éléphant, différentes espèces d’oiseaux telles que paradisier fastueux, paradisier sifflet, plantes, insectes, etc..

### Épisode 4:Eaux Côtières (Coastal Seas)(50.09 min)
Le danger de la sur-pêche est l'une des principales problématiques que soulève cet épisode. Filmé principalement sur le littoral de Floride, puis dans différentes mers, en Alaska, plusieurs animaux tels que anchois, dauphin à gros nez, requin, otarie à fourrure, loutre de mer, oursin, labre californien, lion de mer, pygargue, baleine à bosse, mais aussi récifs et barrières de coraux abritant une faune et une flore en danger.

### Épisode 5:Des déserts aux prairies (From Deserts to Grasslands)(51.15 min)
Cet épisode fait apparaître comment l'activité humaine, qu'il s'agisse d'agriculture, de pêche, etc. détruit les prairies où vivent de nombreuses espèces. À travers notamment le désert d’Atacama, le désert d’Arabie, Oman et les montagnes du Dhofar, Rub al-Khali, la plaine du Serengeti, et des animaux tels que léopard, cormoran de Socotra, bouquetin, léopard d’Arabie, oryx d'Arabie, éléphant de savane, lion, bison ou aigle, tant les zones arides que les prairies jouent un rôle dans l'équilibre global de la planète.

### Épisode 6:Haute mer (The High Seas)(48.53 min)
Dans cet épisode s'intéressant aux zones de haute mer, dauphin, orque, baleine bleue, baleine à bosse, raie, régalec, baudroie des abysses, thon rouge, requin... vivent leurs vies en fonction d'un système dont le premier maillon est le phytoplancton. Dans les abysses, malgré la pauvreté en oxygène, une vie animale parvient elle aussi à se développer.
L'épisode soulève une nouvelle fois les conséquences de la pêche intensive mais aussi le réchauffement climatique qui dérègle gravement la chaîne alimentaire. Le vide laissé par la raréfaction de certaines espèces fait place à des espèces invasives telles que les méduses.

### Épisode 7:Eau douce (Fresh Water)(49.05 min)
L'épisode montre l'importance cruciale des eaux douces. Au cœur du désert australien avec son lac temporaire du Kati Thanda, dans les régions polaires, ou encore en Floride... des écosystèmes complexes s'érigent autour de cette ressource précieuse. Pélican, saumon, ours, loutre... en sont les hôtes.

### Épisode 8:Les forêts (Forests)(48.29 min)
La forêt boréale, les grandes forêts de sequoias de Californie, les Ghats occidentaux en Inde, le Miombo, les forêts de Madagascar... sont des espaces riches de vie, montrant une résilience importante de la nature. Cet épisode invite à réfléchir sur l'importance des forêts, « poumons de la Terre », peuplées d'espèces telles que tigre de Sibérie, sanglier, pygargue, macaque à queue de lion, calao bicorne, lycaon, lémuriens, fossa... Le danger de la réduction de leur habitat, celui de la surexploitation des terres et de la monoculture, celui du réchauffement climatique menacent leur survie. Mais la série se conclut sur la conséquence inattendue du désastre de Tchernobyl : la zone d'exclusion autour de la catastrophe nucléaire, trente ans plus tard, est envahie par la forêt et la ville fantôme s'y est repeuplée d'une nouvelle nature dont seul l'homme semble absent...

## Production
Le 15 avril 2015, l'équipe de Planète Terre annonce qu'une série documentaire de 8 épisodes sera proposée au public en 2019. Ces documentaires sont réalisés durant 4 ans, cumulant 1 460 jours de tournage dans 50 pays différents, avec une équipe de plus de 600 membres. Ils se concentrent plus particulièrement sur la diversité des écosystèmes à travers le monde, des étendues sauvages de l'Arctique à celles de l'Antarctique, des profondeurs océaniques aux côtes, des zones forestières tropicales ou équatoriales à celles des zones tempérées, et des zones désertiques aux prairies des différents continents.
En novembre 2018, la série est annoncée pour le 5 avril 2019 sur la plateforme Netflix. David Attenborough est annoncé comme narrateur de la version originale. En français, la narration est assurée par Jacques Frantz.
Une deuxième saison est prévue pour 2023.

### Critiques
La première saison reçoit des critiques majoritairement positives. Le site Le Figaro.fr écrit que « La défense de l'environnement a sa place sur Netflix ».
Sur l'agrégateur de note Metacritic, la série se voit attribuer la note de 83/100 sur la base de 10 critiques professionnelles, elle est notée 8,9/10 par les utilisateurs du site.

## Polémiques
Une polémique a fait surface concernant la scène des morses qui se jettent dans le vide dans l'épisode 2 de la série, Frozen Worlds. Elle concerne la problématique des morses obligés de trouver des terres sèches non occupées sur une falaise, en raison de la fonte continue de leur habitat de glace, et qui en redescendent au péril de leur vie,. La série a été accusée de « pornographie éco-tragique » (« eco-tragedy porn »),, critique visant cette scène qu'ils qualifient de « trompeuse ».
Une partie du problème tient au fait que Netflix a coupé et monté des séquences d'événements distincts, donnant l'impression qu'il s'agit d'une même scène. La productrice Sophie Lanfear confirme que « la séquence comprend des images de deux lieux géographiques séparés ». La zoologue Susan Crockford et Patrick Moore, un membre fondateur de Greenpeace, tous deux associés à l'Institut Heartland, l'ont qualifié de « hors contexte »,. Il y a eu des accusations selon lesquelles des drones ou d'autres équipements de tournage auraient effrayé les morses.
Les producteurs considèrent la séquence des morses comme « l'histoire la plus tragique qu’ils aient trouvée au cours de quatre années de tournage ». Shaye Wolf, directrice de la science du climat du Centre pour la diversité biologique à Oakland, insiste sur le fait que « les morts de morses présentées dans Notre planète deviennent de plus en plus courantes, à mesure que la glace de mer dont ils dépendent fond plus rapidement que prévu ».

## Musique
Steven Price signe la musique des 8 épisodes de cette série documentaire. On y entend la chanson originale In This Together coécrite par Price & Ellie Goulding.
La BO est disponible en CD ou en version digitale et cumule 22 titres sur 2 disques.
Disque 1
1. This Is Our Planet
2. The Numbers Build
3. They Work as a Team
4. The Importance of This River
5. An Ingenious Technique
6. The Ocean Returns the Favour
7. Baby Blue
8. Regeneration
9. An Unknown Signal
10. Too Big to Argue With
11. Frozen Worlds
12. Mayflies
13. Great Rolling Waves
14. Crucial to Their Survival
15. Every Year There Are Others
16. Where Life Gathers
17. The Perfect Gift
18. The Oceans Belong to Us All

Disque 2
1. Deserts and Grasslands
2. The Mighty Mekong
3. Corals
4. Leaf Cutters
5. Chernobyl
6. Into the Woodlands
7. Signature Moves
8. Every Other Breath You Take
9. Arctic Refugees
10. A Sudden Turn
11. A Nest of Bubbles
12. He Wins Her Approval
13. Majestic Submarine Forests
14. They Came Back
15. We Must Preserve What's Left
16. Ice Caves
17. Mythical Creatures Follow
18. They Have Come to a Desert
19. This Glacial Ice
20. A Greater Resilience
21. The Next Twenty Years
22. In This Together (Ellie Goulding et Steven Price)